# Скрантон (Північна Дакота)
Скрантон (англ. Scranton) — місто (англ. city) в США, в окрузі Баумен штату Північна Дакота. Населення — 258 осіб (2020).

## Географія
Скрантон розташований за координатами 46°8′48″ пн. ш. 103°8′34″ зх. д. / 46.14667° пн. ш. 103.14278° зх. д. (46.146693, -103.142717).  За даними Бюро перепису населення США в 2010 році місто мало площу 2,32 км², уся площа — суходіл. В 2017 році площа становила 1,78 км², уся площа — суходіл.

## Демографія
Згідно з переписом 2010 року, у місті мешкала 281 особа в 126 домогосподарствах у складі 83 родин. Густота населення становила 121 особа/км².  Було 147 помешкань (63/км²).
Расовий склад населення:
| - 96,1 % — білих - 3,2 % — корінних американців |

До двох чи більше рас належало 0,7 %. Частка іспаномовних становила 0,7 % від усіх жителів.
За віковим діапазоном населення розподілялося таким чином: 23,1 % — особи молодші 18 років, 53,8 % — особи у віці 18—64 років, 23,1 % — особи у віці 65 років та старші. Медіана віку мешканця становила 49,4 року. На 100 осіб жіночої статі у місті припадало 102,2 чоловіків;  на 100 жінок у віці від 18 років та старших — 103,8 чоловіків також старших 18 років.
Середній дохід на одне домашнє господарство  становив 68 325 доларів США (медіана — 70 469), а середній дохід на одну сім'ю — 83 630 доларів (медіана — 78 000). За межею бідності перебувало 7,6 % осіб, у тому числі 8,8 % дітей у віці до 18 років та 10,9 % осіб у віці 65 років та старших.
Цивільне працевлаштоване населення становило 171 особа. Основні галузі зайнятості: сільське господарство, лісництво, риболовля — 24,0 %, освіта, охорона здоров'я та соціальна допомога — 15,2 %, виробництво — 12,3 %, роздрібна торгівля — 11,7 %.